# Martín Rocco
Martín Rocco (Montevideo, 1957; Buenos Aires, 6 de abril de 2018) fue un comediante, actor, guionista y standupero uruguayo radicado en Argentina. Conocido por ser uno de los referentes y maestros de artistas que iniciaron el stand up en Argentina y Uruguay.

## Carrera
Martín Rocco nació en Montevideo en 1957. Cuando tenía 11 años su familia se radicó en Buenos Aires. En su juventud Rocco se dedicó a la publicidad, llegando a ser director creativo. En la década de 1990 comenzó a escribir guiones humorísticos para programas y obras de televisión como Videomatch, Infómanas y programas de entretenimientos como Tal para cual, e incluso obras de ficción como Malandras.
Entusiasmado con el arte del stand up tal como venía siendo desarrollado en Estados Unidos, se conecta con Alejandro Angelini y Diego Wainstein, para estudiar el género e impulsar su práctica en Buenos Aires. En 2002 Martín Rocco, junto a Diego Reinhold, Peto Menahem, Damián Dreizik, Gustavo Garzón y Mac Phantom, subieron al escenario Cómico Stand Up, que se convertiría en una obra fundadora y emblemática del stand up en la Argentina. En los años siguientes Rocco se convertiría en uno de los máximos referentes del stand up argentino y maestro de toda una generación de comediantes. Fue parte del grupo Cómico Stand Up 4 (Sebastián Wainraich, Peto Menahem, Martín Rocco y Dan Reitman), uno de los más importantes del género, que se convirtió en uno de los diez espectáculos más taquilleros de la temporada teatral porteña, con más 300.000 espectadores durante más de diez años en cartel. Hizo actuaciones en países como Colombia, Venezuela, Chile, EE. UU., Cuba y Uruguay.